# اچ‌ام‌اس کالینگوود (۱۸۴۱)
اچ‌ام‌اس کالینگوود (۱۸۴۱) (به انگلیسی: HMS Collingwood (1841)) یک کشتی بود که طول آن ۱۹۰ فوت (۵۸ متر) بود. این کشتی در سال ۱۸۴۱ ساخته شد.